# Храм Успения Пресвятой Богородицы (Успенское, городской округ Домодедово)
Храм Успения Пресвятой Богородицы (Успенская церковь) — православный храм в селе Успенском городского округа Домодедово Московской области. Входит в состав Домодедовского благочиния Подольской епархии Русской православной церкви.

## Престолы храма
Главный — Успения Божией Матери
Северный — Святителя Димитрия Ростовского
Южный — Равноапостольного Благоверного князя Владимира

## Архитектура храма
Е. Н. Подъяпольская. «Памятники архитектуры Московской области: Иллюстрированный научный каталог. Выпуск 1.Часть 2»:

Памятник зодчества позднего барокко, здание представляет собой развитие типа вотчинных ярусных храмов раннепетровского времени. Его крестообразный нижний ярус служит основанием для массивного, господствующего в композиции неравногранного восьмерика с высоким сомкнутым сводом и световым гранёным барабаном. Центричность постройки нарушает колокольня из четырёх квадратных ярусов с каркасным шатровым верхом. Лестница к колоколам устроена, по традиции, в толще стены трапезной. Штукатурная обработка фасадов храма в духе эклектики скрыла прежний сдержанный кирпичный декор. С помощью креповки углов, лопаток с филёнками, ленточных наличников и рустовки достигалась их тонкая пластическая моделировка. Очень выразителен силуэт храма с оригинальной кубоватой кровлей и чугунной фигурой ангела с крестом, венчающей небольшую барочную главу. Интерьер отвечает внешней структуре здания и складывается из отдельных, достаточно обособленных помещений. Среди них выделяется высотой и значительностью центральное пространство храма, которое благодаря пониженному уровню ступенчатых тромпов воспринимается восьмигранным. Смежные помещения перекрыты низкими полулотковыми сводами.

## История храма
В 1771 году при усадьбе Полуэктовых в селе Успенске, вместо прежней обветшалой деревянной, была построена кирпичная церковь Успения Божией Матери с двумя приделами: святого равноапостольного князя Владимира и святителя Димитрия Ростовского. В 1845 году церковь «возобновлена» с сохранением первоначальной композиции, архитектором Зыковым П. П.. В художественный облик внесены новые стилевые черты. Увеличены нижние окна, изменена форма кровли, пристроены боковые крыльца, колокольня повышена на один ярус и окружена папертью. До 1936 г. в храме совершались богослужения. Затем здание церкви использовалось под зернохранилище, в цокольном этаже на зиму размещали пчелиные ульи.
В 1994 г. храм возвращён верующим. В 1992 году была зарегистрирована община церкви. 1 октября 1994 года состоялся первый молебен.
На Рождество Христово 1995 года в храме прошла первая литургия. 14 октября 2006 г., в праздник Покрова Пресвятой Богородицы, по благословению митрополита Коломенского и Крутицкого Ювеналия, состоялось великое освящение Успенской церкви.

## Святыни храма

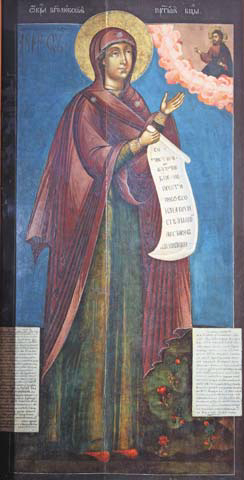

Главной святыней храма является Боголюбская икона Божией Матери (написана предположительно в XVIII веке), которая была сохранена и возвращена потомками последнего (перед закрытием 1936 года) старосты храма. В тропаре на иконе упоминается имя Екатерины II, императрицы Всероссийской с 1762 по 1796 год.

## Престольные и особо чтимые праздники
1 июля — празднование Боголюбской иконы Божией Матери

28 июля — память святого равноапостольного великого князя Владимира

28 августа — Успение Пресвятой Богородицы

4 октября — память святителя Димитрия, митрополита Ростовского